# Lars Gustafsson (zapaśnik)
Lars Peter Gustafsson (ur. 21 kwietnia 1966 w Värnamo) – szwedzki zapaśnik walczący w stylu wolnym. Olimpijczyk z Seulu 1988, gdzie odpadł w eliminacjach w kategorii 74 kg.
Zajął 21. miejsce na mistrzostwach świata w 1987 roku.